# Arjen Kapteijns
Arjen Kapteijns (Eindhoven, 31 mei 1973) is een Nederlands bestuurder en politicus van GroenLinks.

## Biografie
Kapteijns is sinds 2011 met tussenpozen raadslid namens GroenLinks in de Haagse raad. Vanaf 2015 is hij ook fractievoorzitter.
In 2017 leidde hij als lijsttrekker GroenLinks tot de grootste verkiezingsoverwinning in de stad sinds 1998. In 2021 probeerde hij weer lijsttrekker te worden namens GroenLinks, echter werd hij verslagen door collega-raadslid Mariëlle Vavier.
Vanaf 7 oktober 2021 is Kapteijns de nieuwe wethouder Sociale Zaken en Werk, als opvolger van zijn eerder afgetreden partijgenoot Bert van Alphen. Deze trad af na een uitgekomen rapport omtrent het geflopte banenproject 'Energieacademie'. In het college neemt hij de portefeuilles van zijn voorganger over, namelijk sociale zaken en werkgelegenheid, sociale werkvoorziening, leerwerkbedrijven, maatschappelijke opvang, statushouders, armoede, emancipatie, integratie en stadsdeel Centrum.
Sinds 27 september 2022 heeft hij als wethouder van Den Haag duurzaamheid, energietransitie en klimaatadaptatie en stadsdeel Centrum in zijn portefeuille.